# جزيرة صغيرة

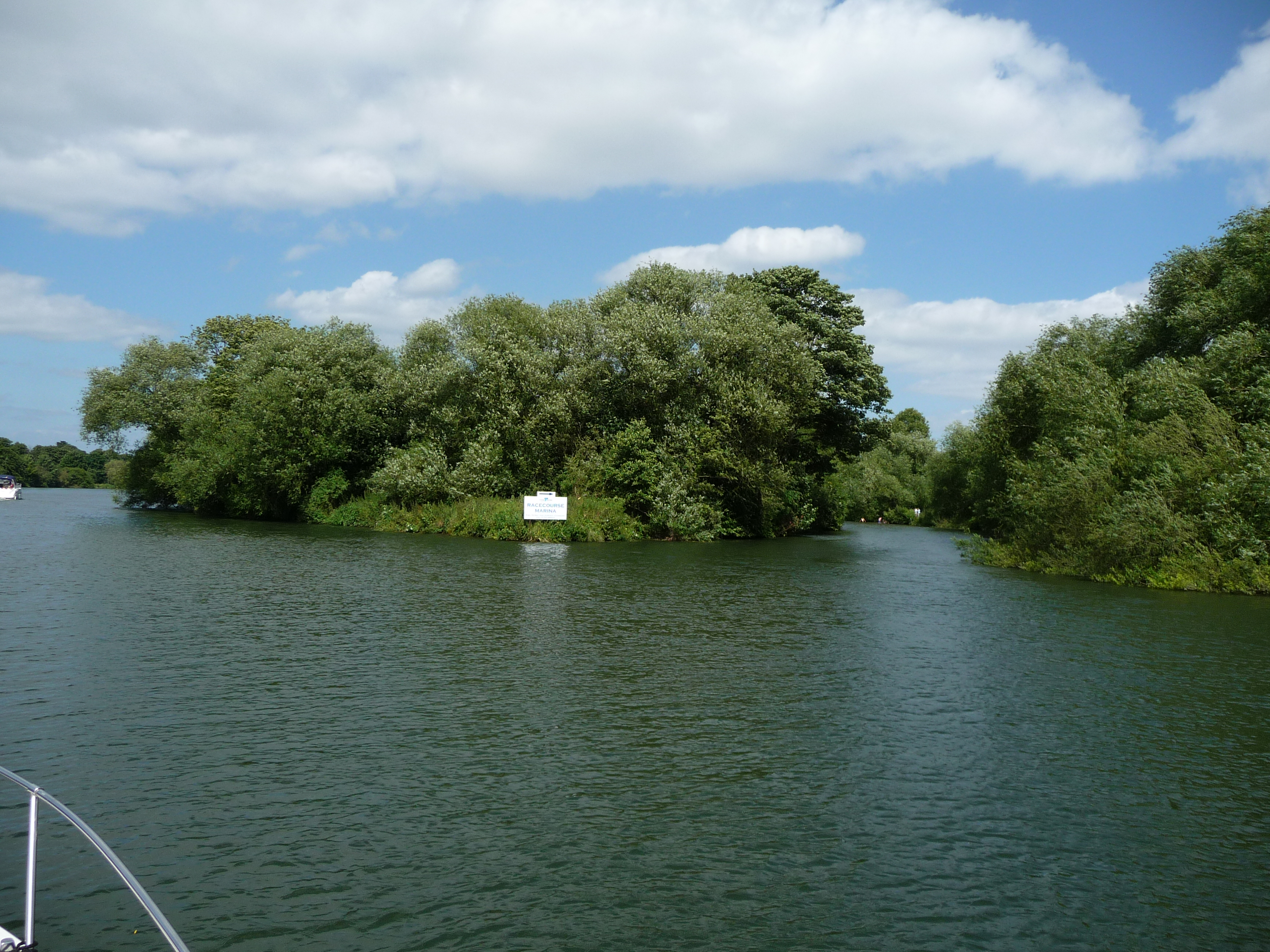
جزيرة صغيرة في نهر التايمز

الجُزَيرة أو الجزيرة النهرية الصغيرة أو الجزيرة الصغيرة هي جزيرة صغيرة وسط مياه جارية أو راكدة. يُستخدم المصطلح الإنجليزي بشكل خاص للإشارة إلى الجزر النهرية الموجودة على نهر التايمز وروافده في إنجلترا.